# Sopečná puma

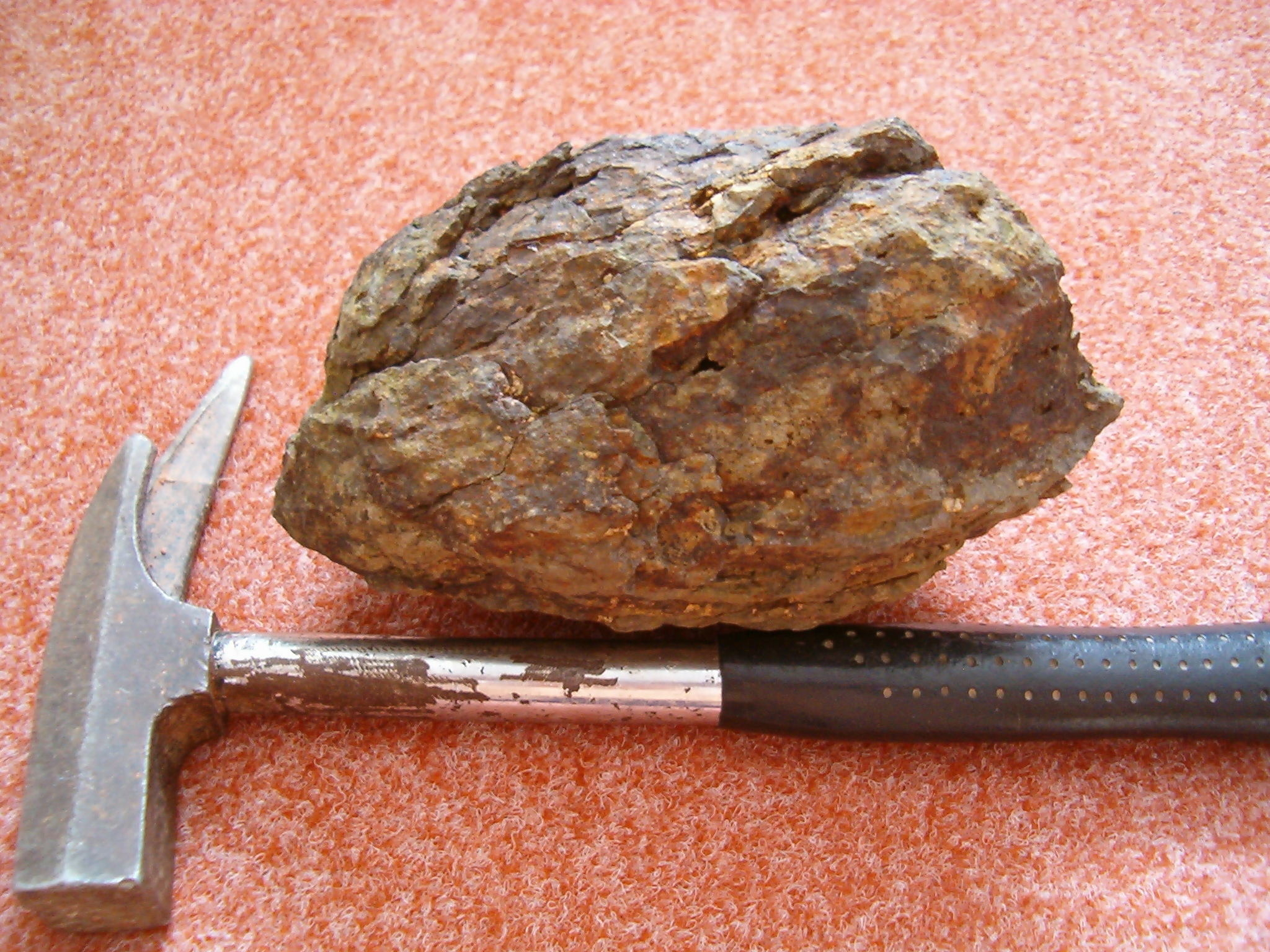
Pohled na sopečnou pumu nalezenou ve štítové sopce poblíž Kladna s kladívkem jako měřítko.

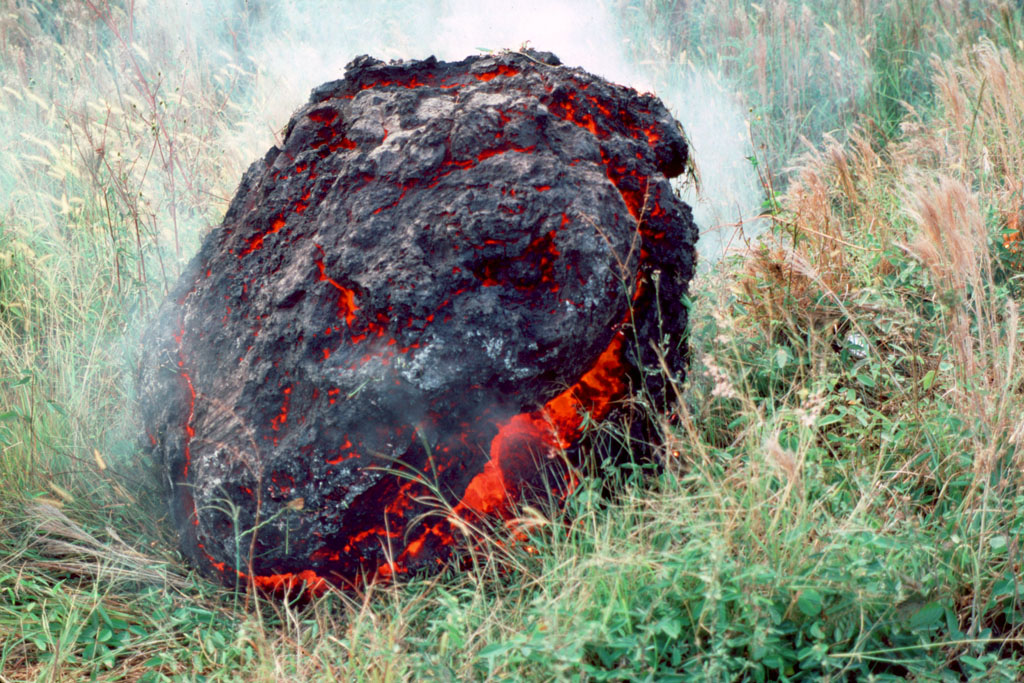
Žhavá sopečná puma v Kilauea, Havaj, Spojené státy americké v roce 1983.

Sopečná puma, též sopečná bomba, je těleso, které vzniká při explozi vulkánu. Jedná se o pyroklastický materiál, který přesahuje svými rozměry 64 milimetrů a který je během exploze vymrštěn do okolí vulkánu, kde může napáchat značné materiální škody.
Sopečná puma je kus žhavého magmatu, který je během exploze vymrštěn do atmosféry, kde se vlivem aerodynamického tření zaobluje a dostává svůj typicky kapkovitý tvar. Během letu magmatické těleso chladne a na povrchu se vytváří pevná schránka. Při dopadu sopečná puma předává svoji kinetickou energii povrchu, na kterém může napáchat v závislosti na své hmotnosti značné škody. Velké sopečné pumy nemusí za letu vychladnout a jejich žhavá jádra mohou při dopadu zapalovat okolní hořlavé látky a způsobovat značně rozsáhlé požáry.
Sopečné pumy jsou častým doprovodným jevem kyselých magmat, které nejsou pohyblivé a pro které je typický explozivní vulkanismus, během něhož jsou sopečné pumy produkovány.

## Druhy sopečných pum
Pumy jsou pojmenovány podle jejich tvaru. Jejich tvar je hlavně určen tekutostí a viskozitou lávy, kterou jsou tvořeny
- Válcové či stužkové pumy jsou tvořeny velmi až středně tekutou lávou. Při erupci jsou vymrštěny v menších objemch do vzduchu většinou v tvaru větších tkaniček nebo nepravidelné koule. Ve vzduchu se rozpadnou na menší kusy. Po dopadu mají tvar podobný stuze, proto se tak také nazývají.